# Gaudeamus (газета)
Gaudeamus — газета для студентов высших учебных заведений Москвы и Санкт-Петербурга. Название унаследовано от самиздатовской газеты Gaudeamus (она же "Перемена"), выходившей в Ленинграде в 1989-1991 годах. Издается с 25 ноября 1994 года – в Санкт-Петербурге, с 16 мая 2007 года – в Москве. Главные темы публикаций газеты Gaudeamus: права студента, наука и образование, досуг и творчество студента, современная поп-культура, путешествия, политика.

## История
Первый номер вышел в Санкт-Петербурге 25 ноября 1994 года. Газета была задумана как грантовый проект фонда European Journalism Network (проекта USAID по развитию студенческой журналистики в Восточной Европе и бывшем СССР) и Российско-Американского Информационного пресс-центра. Первый состав редакции проходил стажировку в ежедневной газете Университета Калифорнии и Лос-Анджелеса (UCLA) Daily Bruin (1997г.), что во много определило информационную политику и стилистику издания. Газета Gaudeamus издается силами непрофессиональных студентов-журналистов и предназначена для студенческой аудитории города. 
В 1997 году по причине окончания гранта газета трансформировалась в коммерческий проект и до настоящего времени выходит на средства от размещения рекламы. В 2006 году газета прошла перерегистрацию, изменив сферу распространения на территорию всей Российской Федерации.
С 16 мая 2007 года Gaudeamus стала выпускаться в Москве.

## Главные редакторы «Gaudeamus»
- 2013 - н. в. Алексей Храпов [3]
- 2012 - 2013 Татьяна Пшеничная[4]
- 2010 - 2012 Григорий Набережнов [5]
- 2007 - 2010 Олег Воробьев[6]
- 2006 - 2007 Кирилл Смирнов[7]
- 2005 - 2006 Анастасия Смирнова[8]
- 2004 - 2005 Егор Яковлев
- 2004 - 2004 Павел Перец
- 2003 - 2003 Александр Никандров
- 2001 - 2002 Павел Перец
- 1998 - 2001 Юлия Бурлакова
- 1997 - 1998 Екатерина Кулименко
- 1994 - 1997 Олег Воробьев

## Сторонние проекты
- С 2001 года - газета проводит ежегодную всероссийскую конференцию студенческих СМИ, которая с 2005 года называется "NextDayMedia: новые СМИ и молодёжная аудитория"[9].
- С 2003 года проходит Летняя школа журналистики Gaudeamus – ведущая интенсивная программа для молодых журналистов и менеджеров СМИ. [10]
- В 2006 году группа китайских студентов выпускала газету на китайском языке, которая являлась приложением к газете Gaudeamus[11].
- С 2009 года регулярно проводится "Марафон свиданий" в формате speed-dating (быстрые свидания).
- В 2009 и 2010 году редакция газеты Gaudeamus участвовала в качестве соорганизатора смены Информационный поток на молодёжном образовательном форуме Селигер[12]. [13]
- С 2010 проводится конкурс красоты "Мисс Gaudeamus"[14].

## Награды и достижения
- Лауреат международного фестиваля юношеских СМИ «Волжские встречи-16» (Чебоксары, 2005г)
- Диплом I степени в Межвузовской конференции «Вузовские и студенческие СМИ: возможности задачи, перспективы» (Москва, 2002г)
- Лауреат II степени «Российская студенческая весна 2005» (Пермь, 2005г)
- Дипломант конкурса «Хрустальная стрела».

## Критика издания
Публикация статьи "Секс & допинг" о воздействии алкоголя и наркотиков на секс вызвала жалобу редактора портала "Фонтанка.ру" в Росохранкультуру, по результатам которой газете было вынесено предупреждение.